# سيمون أنغيل
سيمون أنغيل (بالإنجليزية: Simon Angell) هو لاعب دوري الرغبي نيوزيلندي، ولد في 12 نوفمبر 1970 في بالكلوثا (نيوزيلندا) في نيوزيلندا.